# Martin Fiebig
Martin Fiebig (7 de maio de 1891 - 23 de outubro de 1947) foi um oficial alemão que serviu na Luftwaffe durante a Segunda Guerra Mundial. Foi condecorado com a Cruz de Cavaleiro da Cruz de Ferro com Folhas de Carvalho. Em 1946 na Iugoslávia,  ele foi condenado e sentenciado à morte por seus crimes de guerra. Foi executado em 23 de outubro de 1947.

## Condecorações
| Cruz de Ferro (1914) 2ª Classe                                   |                        |
| Cruz de Ferro (1914) 1ª Classe                                   |                        |
| Cruz de Ferro (1939) 2ª Classe                                   | 18 de setembro de 1939 |
| Cruz de Ferro (1939) 1ª Classe                                   | 3 de maio de 1940      |
| Cruz Germânica em Ouro                                           | 4 de maio de 1942      |
| Cruz de Cavaleiro da Cruz de Ferro                               | 8 de maio de 1940      |
| Cruz de Cavaleiro da Cruz de Ferro com Folhas de Carvalho nº 168 | 23 de dezembro de 1942 |